# 韩极石牌坊
韩极石牌坊，位于山西省吕梁市交口县回龙乡韩家沟村，是中华人民共和国山西省文物保护单位之一。
2004年6月10日，授予山西省文物保护单位，是一座古建筑。